# Diatribă
Diatriba este un termen utilizat de critica literară. Etimologic termenul provine din francezul "diatribe", via latină "diatriba", greacă "diatribe", format din prefixul "dia" plus "tribein" și însemna un mod de petrecere al timpului, în discurs sau printr-un discurs.
În sensul cel mai general termenul desemnează o critică violentă și răutăcioasă sau o lucrare care conține un asemenea tip de critică. La origine termenul desemna o predică de un tip cu totul special. Inventatorul ei a fost filosoful grec și predicatorul Dion din Boristenes. El era un sclav eliberat și fiul unei curtezane, și i s-a atribuit crearea diatribei cinice, un discurs popular pe teme morale, al cărui stil îi va influența ulterior și pe predicatorii creștini. Însă, până a ajunge în aceea epocă, diatriba a avut o influență asupra autorilor de tragedie greci, pătrunzînd, în forme atenuate, în operele lui Eschil, Sofocle și Euripide.
Scriitorii latini au preluat diatriba în interiorul satirei, un epigon al lui Lucilius Persius amestecînd opera acestuia cu diatriba și mima, în interiorul unor predici morale înțepătoare. Forma actuală în care diatriba se conservă este pamfletul, exemple celebre din literatura română putînd fi considerate pamfletul Baroane a poetului și prozatorului Tudor Arghezi, sau anumite fragmente din romanele acestuia Cimitirul Buna Vestire sau Tablete din țara de Kuty. Maestrul de la care Arghezi a învățat arta pamfletului este Jonathan Swift, autorul unui pamflet clasic A modest proposal(O propunere modestă) în care copiii irlandezilor erau comparați cu cartofii, și britanicilor li se recomanda ca în loc de cartofi să se hrănească exact cu acești copii, și a romanului Călătoriile lui Gulliver, în care pamfletul este strecurat într-o narațiune cu cheie. Astăzi, termenul a cunoscut o lărgire de sens și a devenit destul de vag, desemnînd doar un atac violent la adresa unei opere sau a unui autor, de obicei "împachetat" într-un limbaj vitriolant. În literatura franceză exemplul clasic de diatribă este articolul lui Emile Zola  J'accuse (Acuz).